# Kézdiszentlélek község
Kézdiszentlélek község (románul: Comuna Sânzieni) község Kovászna megyében, Romániában. Központja Kézdiszentlélek, beosztott falvai Kiskászon, Kézdikővár, Kézdiszárazpatak.

## Népessége
A 2011-es népszámlálás adatai alapján a község népessége 4582 fő volt.